# Nassarao (Barndaké)
Pour les articles homonymes, voir Nassarao.
Nassarao est une localité du Cameroun située dans le département de la Bénoué et la Région du Nord. Elle fait partie de la commune de Barndaké, créée en 2007.

## Population
Lors du recensement de 2005, 3 104 habitants y ont été dénombrés.